# Werner II. von Falkenberg
Werner II. von Falkenberg war ein hochangesehener und einflussreicher nordhessischer Adeliger aus dem Geschlecht der Herren von Falkenberg, deren Stammsitz die Burg Falkenberg bei Wabern in Nordhessen war.

## Leben
Im Spannungsfeld zwischen der Landgrafschaft Hessen und dem Erzbistum Mainz lehnte er sich in Anbetracht der expansiven Politik der Landgrafen an Kurmainz und die landgräflicher Dominanz in Nordhessen ebenfalls ablehnend gegenüberstehenden Grafen von Ziegenhain an. So wurde er im November 1363 Erbburgmann in Ziegenhain, wo er sich das „Steinerne Haus“ (seit 1938 Museum der Schwalm) als seinen Burgsitz erbaute. Gleichzeitig erwarb er von Graf Gottfried VII. von Ziegenhain alle durch den Tod Ludwig von Romrods frei gewordenen ziegenhainischen Zehnten.

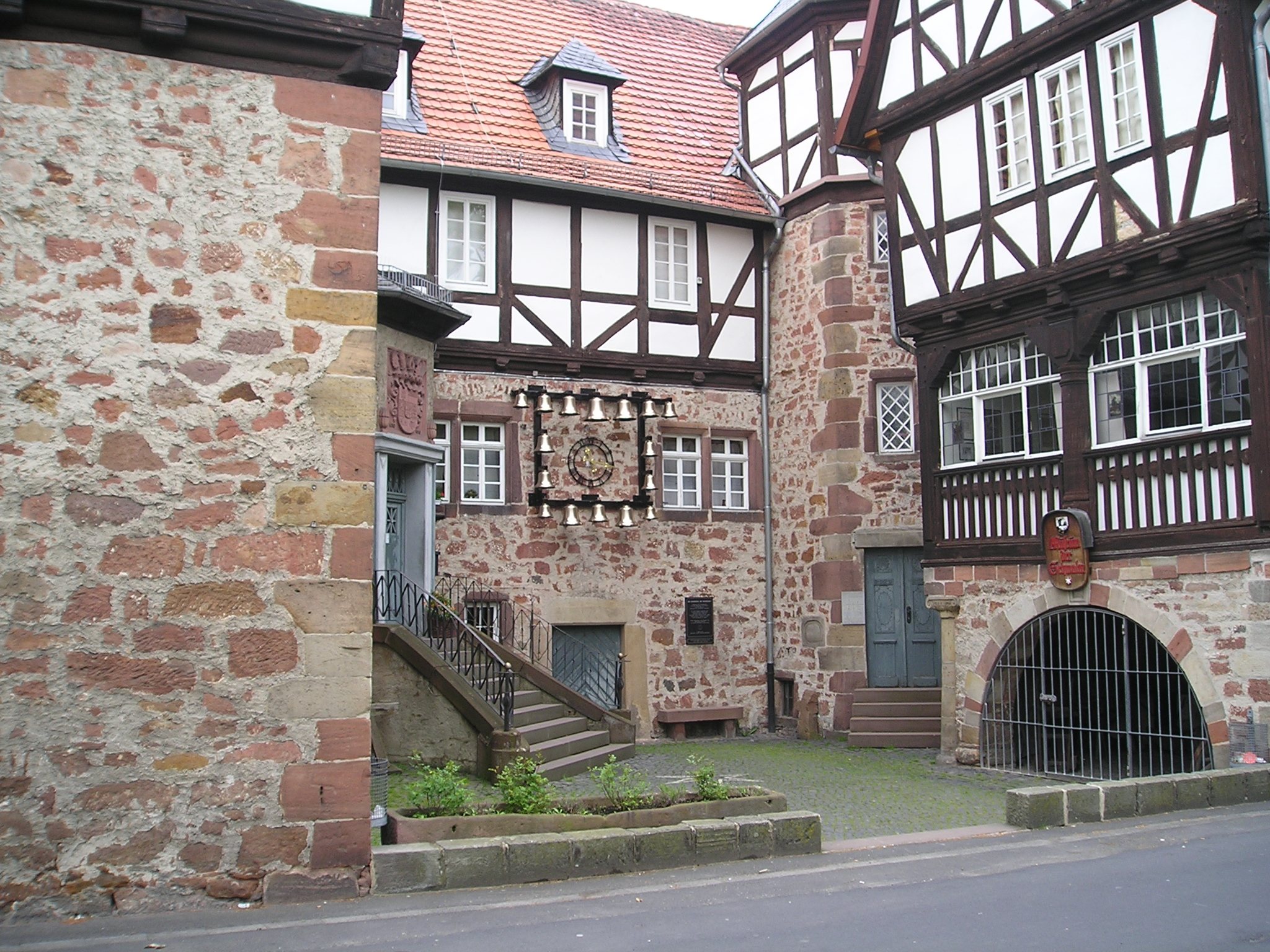
Das „Steinerne Haus“ (Museum der Schwalm) in Ziegenhain, Eingangsbereich

1369 erwarben er und (sein Bruder ?) Konrad IV. (Kuno) die Burg Hausen, 1370 die Hälfte der Burgen Herzberg. Letztere ging 1392 durch Kauf ganz in den Besitz Werners und seines Sohns Konrad (Kunzmann) von Falkenberg über.
Werner von Falkenberg war ein führendes Mitglied des gegen den hessischen Landgrafen Heinrich II. und dessen Neffen und Mitregenten Hermann II. gerichteten Sternerbunds und beteiligte sich am letztlich erfolglosen Sternerkrieg (1371–1373) gegen die Landgrafen.
Im Jahre 1374, nach dem Ende des Sternerkriegs, wurde er mainzischer Oberamtmann und Landvogt über alle Besitzungen des Erzstifts in Hessen, Thüringen, Westfalen, Sachsen und auf dem Eichsfeld. Dieses Amt hatte er bis 1382 inne, als Konrad II. von Spiegel zum Desenberg († 1399) sein Nachfolger wurde.
Werner von Falkenberg starb wohl noch im letzten Jahrzehnt des 14. Jahrhunderts.

## Nachkommen
Konrad von Falkenberg (Kunzmann), der am 5. Juni 1400 an der Ermordung des Herzogs Friedrich von Braunschweig-Lüneburg beteiligt war, war sein Sohn.